# Nicella robusta
Nicella robusta är en korallart som beskrevs av Stephen D. Cairns 2007. Nicella robusta ingår i släktet Nicella och familjen Ellisellidae. Inga underarter finns listade i Catalogue of Life.